# Tropicollesis
Tropicollesis là một chi bướm đêm thuộc họ Geometridae.